# Slalom parallelo (snowboard)
Lo slalom parallelo è una delle discipline, sia maschile che femminile, dello snowboard, così come è codificato dalla Federazione Internazionale Sci. Si differenzia dallo slalom gigante parallelo perché la distanza tra le porte è minore e di conseguenza è minore anche la velocità di discesa. Entrambe le specialità prevedono che gli atleti gareggino in simultanea su due percorsi adiacenti; al termine della prima prova, viene disputata una seconda manche (detta anche, con termine inglese, run) con gli sfidanti impegnati su percorsi invertiti.
Gli atleti scattano da un cancelletto di partenza che nella prima manche si apre contemporaneamente. Nella seconda manche, invece, il cancelletto del concorrente che ha realizzato il tempo peggiore nella prima si apre con un ritardo pari al distacco accumulato, in modo da far sì che chi taglia per primo la linea del traguardo è anche colui che ha realizzato il miglior tempo complessivo. Il vincitore passa al turno successivo, secondo lo schema proprio delle competizioni a eliminazione diretta.
Il dislivello del tracciato di gara varia generalmente da 120 a 200 m. Il regolamento stabilisce che i due percorsi siano distinguibili dai diversi colori delle porte (rispettivamente blu e rosso). L'atleta che in qualifica ha ottenuto il tempo migliore può decidere su quale tracciato scendere tra i due della run.

## Svolgimento della gara
Lo slalom parallelo inizia con una fase di qualificazione, necessaria per selezionare i sedici partecipanti alle finali. I concorrenti, selezionati come da normativa FIS in due gruppi (rosso e blu), percorrono una manche su un tracciato con le stesse caratteristiche di quelli che saranno affrontati nelle eliminatorie dirette. Chi stabilisce le migliori prestazioni può proseguire.
Nella seconda fase, gli atleti che avevano fatto marcare i sedici migliori tempi si affrontano in un girone ad eliminazione diretta. Ogni coppia affronta una prima manche; colui che stabilisce il tempo peggiore parte, nella seconda, con il ritardo accumulato. In caso di mancata conclusione della discesa si assegna un tempo di penalizzazione standard e pari al 4% del tempo di qualifica allo snowboarder. Chi giunge prima al traguardo avanza ulteriormente fino alla finale, che determina il vincitore.
Per la definizione di tutte le posizioni in classifica si tengono anche ulteriori confronti diretti, quali la "finalina" che si effettua per l'assegnazione del terzo e quarto posto nella graduatoria di gara.